# ネウエン・パス
ネウエン・パス（Nehuén Paz、1993年4月28日 - ）はアルゼンチンのサッカー選手。ポジションはDF。プリメーラ・ディビシオン・ウニベルシダ・カトリカ所属。

## 経歴
プリメーラ・ディビシオンのCAオール・ボーイズでキャリアを始める。
2018年1月30日、ボローニャFCに移籍した。2月4日に母国アルゼンチンのCAラヌースに期限付き移籍。
2020年1月31日、USレッチェに期限付き移籍。
2021年2月1日、カイセリスポルに期限付き移籍。
2021年8月27日、FCクロトーネに2年契約で移籍。
2022年2月23日、ウニベルシダ・カトリカに4年契約で移籍。